# Франьето-л’Абате
Франьето-л’Абате (итал. Fragneto l'Abate) — коммуна в Италии, располагается в регионе Кампания, в провинции Беневенто.
Население составляет 1215 человек (2008), плотность населения составляет 61 чел./км². Занимает площадь 20 км². Почтовый индекс — 82020. Телефонный код — 0824.

## Демография
Динамика населения:

## Администрация коммуны
- Официальный сайт: